# Telefon, Telefon
Chansons représentant l'Allemagne au Concours Eurovision de la chanson
So geht das jede Nacht
(1956) Für zwei Groschen Musik
(1958)
Telefon, Telefon (« Téléphone, Téléphone ») est une chanson interprétée par la chanteuse allemande Margot Hielscher et dirigée par Willy Berking pour représenter l'Allemagne (de l'Ouest) au Concours Eurovision de la chanson 1957 qui se déroulait à Francfort-sur-le-Main, en Allemagne de l'Ouest.
Elle est intégralement interprétée en allemand, langue nationale, comme le veut la coutume avant 1966.
Il s'agit de la septième chanson interprétée lors de la soirée, après Corry Brokken qui représentait les Pays-Bas avec Net als toen et avant Paule Desjardins qui représentait la France avec La Belle Amour. À l'issue du vote, elle a obtenu 8 points, se classant 4e sur 10 chansons,.
La chanson est une ballade, avec Hielscher chantant à un téléphone en disant qu'elle aime recevoir des nouvelles (à partir des paroles, il est implicite que ce sont les nouvelles d'un amant) via ce support. Au cours de la chanson, elle répond au téléphone et répond en anglais, en français, en italien et en espagnol. Cette partie des paroles a donné lieu à ce qui est généralement considéré comme la première « performance gimmick » dans l'histoire du concours, avec Hielscher qui décroche un récepteur téléphonique réel pendant sa performance. À la fin de la chanson, elle reprend le téléphone et explique (au téléphone) qu'elle ne peut plus parler, car sa chanson (qui était en fait cette chanson) se termine.